# Sufétula

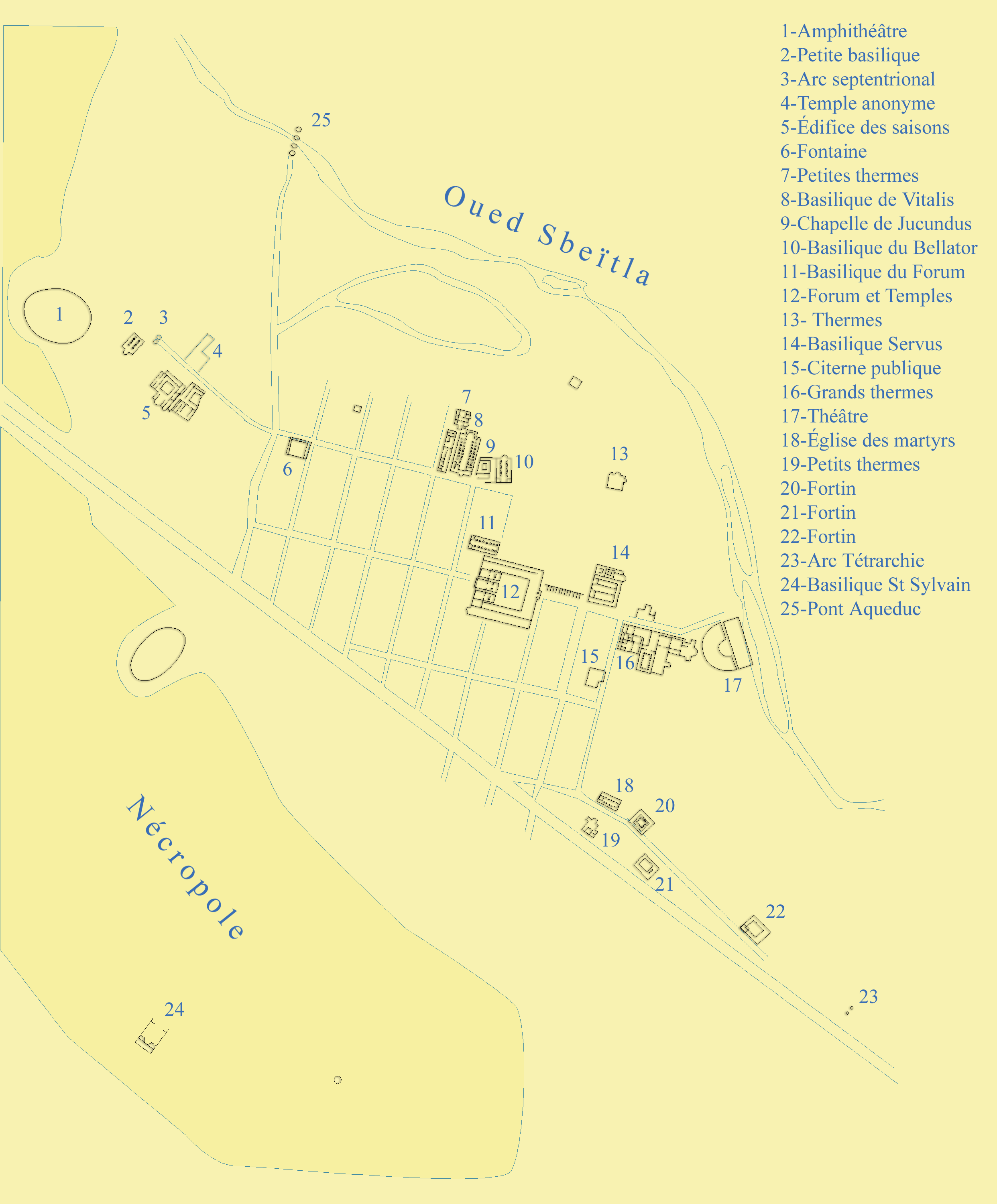
Planta do sítio aqueológico

Sufétula foi uma importante cidade romana e bizantino do Norte de África cujas ruínas constituem atualmente o chamado sítio arqueológico de Sbeitla, que se situa na parte noroeste da cidade de Sbeitla, no centro-norte da Tunísia.

## História
Os testemunhos arqueológicos do sítio são todos posteriores ao século I d.C., mas existem alguns vestígios de ocupação humana anterior nos arredores próximos.
A cidade foi fundada pelos Romanos durante a dinastia flaviana, provavelmente durante a segunda metade do século I d.C. Os exércitos romanos tinham acabado de pacificar a região, então assolada por ataques de Berberes, tendo sido atribuídas terras aos veteranos que podiam assim proteger as fronteiras das incursões estrangeiras. Assim surgiram as cidades de Sufétula (atual Sbeitla) e Cílio (atual Kasserine), que distavam 35 km uma da outra. Por se situar a meio caminho entre o norte e o sul da província de África, em Bizacena, Sufétula conheceu um grande desenvolvimento económico e urbanístico. Os monumentos, que ainda hoje podem ser visitados, testemunham isso: as casas, o fórum, os templos, as termas, etc. A cidade era um cruzamento rodoviário e um centro comercial e agrícola. A sua economia focava-se sobretudo na agricultura, nomeadamente na cultura da oliveira para a produção de azeite.
Sufétula tornou-se uma colónia após ter sido um município, com uma organização administrativa segundo o modelo do sistema romano clássico. A partir do século II, a cidade é dotada de um curador, uma espécie de controlador das finanças enviado por Roma. De facto, é em Sufétula que se encontra o primeiro exemplo de curador de cidade — um tal de Élio Rustico, nomeado durante o reinado de Septímio Severo (r. 193–211).
No primeiro quartel do século IV, Sufétula converteu-se ao cristianismo como o resto do Império Romano, depois do imperador Constantino instituir o cristianismo como religião do Estado. Não escapa às querelas ligadas às correntes cismáticas por que passa a igreja, nomeadamente o donatismo. Estas desaparecem com a chegada dos Vândalos no século V. Os cristãos locais são então perseguidos, nomeadamente em 484, com o caso de um bispo de nome Presídio. A presença de vários centros de produção de azeite e de cerâmica perto de Sufétula, cuja atividade é datada com segurança do fim do século V e início do VI permite pensar que a economia e as artes continuaram a desenvolver-se apesar de tudo.
Com a reconquista do Norte de África durante o reinado de Justiniano (r. 527–565), os Bizantinos instalam-se em Sufétula com uma guarnição militar e fortificam numerosos monumentos, como testemunham as casas à entrada do sítio. O patrício Gregório, exarco de Cartago escolhe a cidade como local de residência e lá instala o seu estado-maior. Com a aproximação dos exércitos árabes vindos da Tripolitânia, Gregório proclama a sua independência do Império Bizantino em 646.
O conhecimento que se tem dos ataques do exército muçulmano resulta principalmente da tradição oral árabe. Em 647 Sufetula foi tomada e grande parte dos seus habitantes fogem da cidade para se refugiaram, talvez, no anfiteatro de Tisdro, a atual El Jem. Sufétula foi destruída, mas não completamente abandonada, como é atestado pelas escavações recentes.

## Edifícios
O sítio arqueológico ocupa vinte hectares, mas a cidade antiga ocupava cerca de cinquenta. Situa-se num planalto perto de nascentes que ainda são exploradas atualmente (algumas delas abastecem Sfax) e de pedreiras ainda em atividade.
Desde o início que Sufétula foi dividida em quarteirões retangulares separados puas pavimentadas debaixo das quais existe um sistema de canalizações para a água potável de de esgotos para a recolha das águas usadas.
O sítio ainda foi inteiramente escavado, mas os monumentos são numerosos e datam da época romana (fórum, termas, teatro, etc.) ou da época bizantina (igrejas). Devido à inexistência de registos escritos, não é possível atribuir com precisão monumentos à época vândala ou ao primeiro período islâmico.

### Edifícios públicos

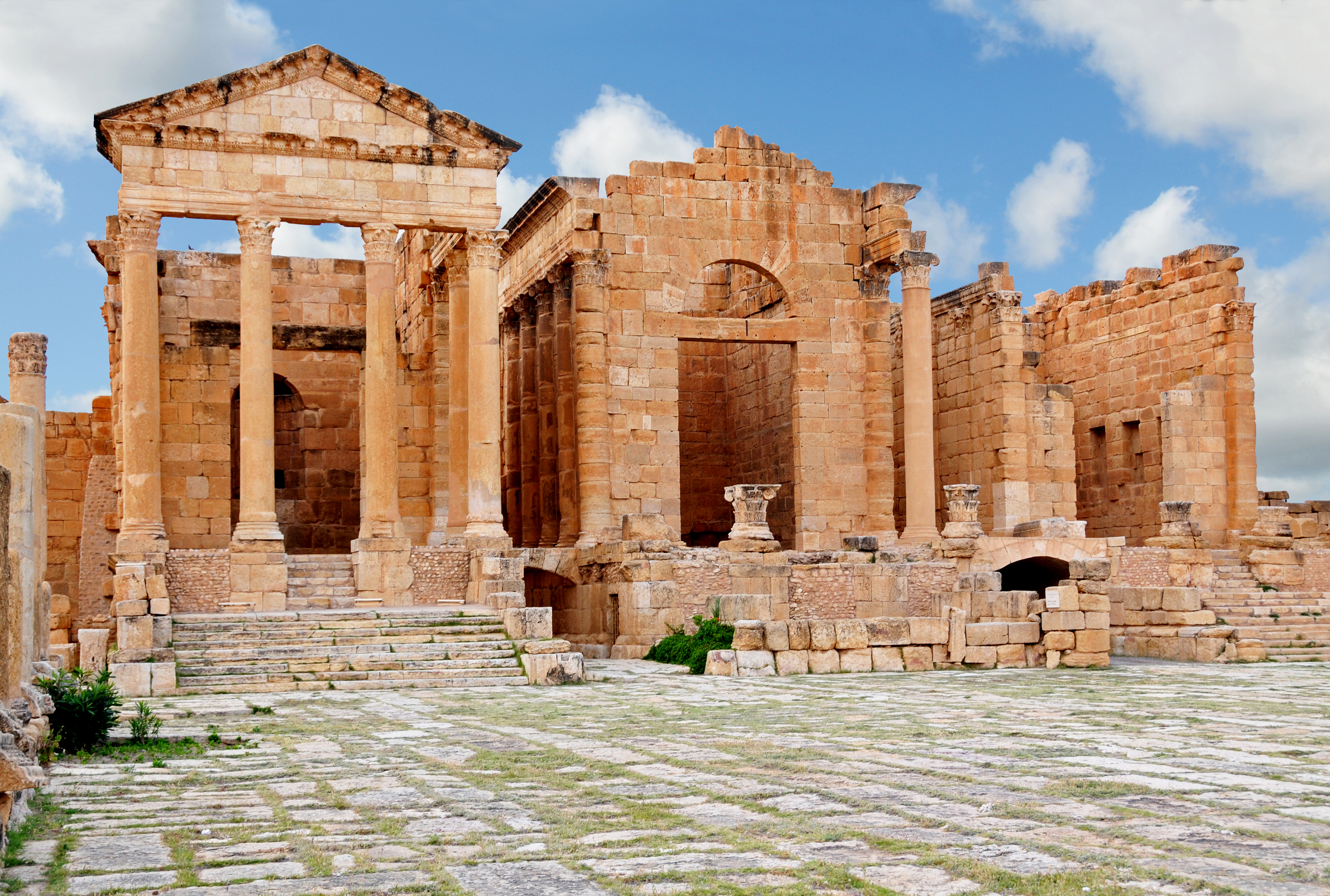
Templos capitolinos de Sufétula

#### Capitólio
O capitólio é formado por três templos separados, provavelmente dedicados a Júpiter, Juno e Minerva, constituindo o centro religioso da cidade. Os templos formam  um conjunto homogéneo e espetacular de forma clássica na época romana, construído sobre pódios separados na base por corredores. Cada templo é precedido de um pórtico de quatro colunas que suportam um frontão rodeado por uma falsa colunata. Acede-se ao capitólio por escadas nos templos laterais; a plataforma em frente do templo central podia servir de tribuna.

#### Fórum
O fórum romano, de forma retangular e delimitado por um muro com cerca de 70 por 67 metros, é uma praça central com cerca de 34 por 37 metros, pavimentada com placas de calcário e cercada em três lados por uma colunata que suporta as armações dos telhados dos pórticos. As colunas, treze a sudeste e quinze nos outros lados, eram originalmente encimadas por capitéis de tipo coríntio, tendo uma altura total de 5,5 metros.
A galeria que limita a praça em dois lados tem seis metros de largura e termina em nichos ao nível dos templos. Depois desta galeria, acede-se a uma série de pequenas salas com cinco a seis metros de largura.

#### Grandes termas públicas

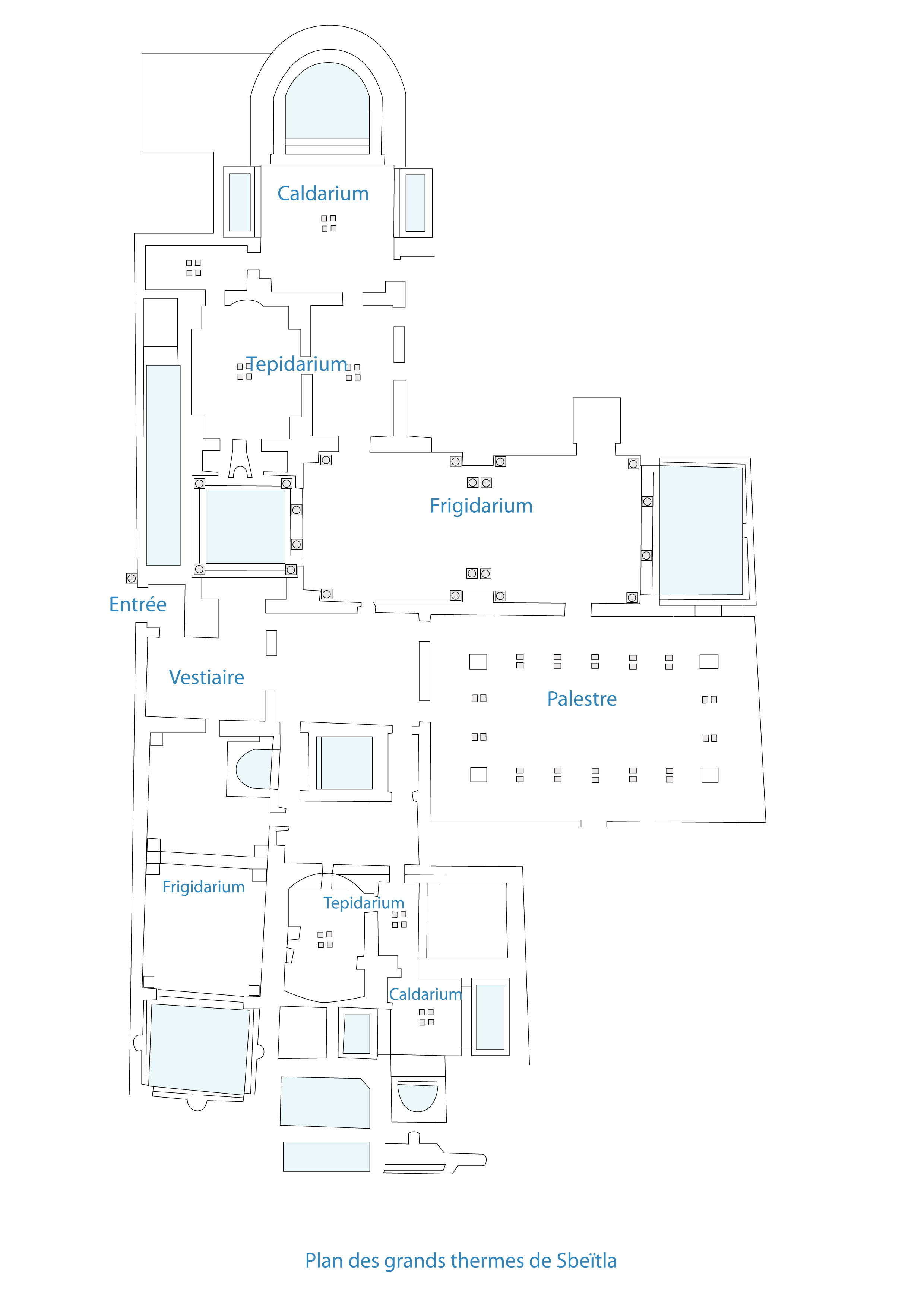
Planta das termas

Trata-se de um edifício com uma área importante cuja planta se carateriza pela sua irregularidade, pois não tem um eixo principal. O monumento é duplo, com um conjunto de salas correspondente às termas de verão e outro mais modesto das termas de inverno; ambos são separados por um espaço intermédio que corresponde às salas de entrada e à palestra.
O acesso dos visitantes é feito por uma porta de entrada encaixilhada entre duas colunas que se abre para um vestíbulo onde se encontra, na parede em frente, a base de uma estátua com uma inscrição honorífica ao nome de Carpêncio. À direita há uma primeira sala que servia provavelmente de vestiário. Esta é seguida de outra sala após a qual se entra numa palestra a céu aberto com cerca de 27 por 17 metros, rodeada de um pórtico nos quatro lados e pavimentada com mosaicos com motivos geométricos. A palestra dá para as termas de verão, formadas pelo grande frigidário dividido em duas grandes salas, cada uma com uma piscina na extremidade. Uma dessas duas salas dá para outras duas, provavelmente os tepidários, onde um chão duplo com pequenos blocos de tijolos suporta o pavimento superior em cimento e em cujas paredes há condutas de ar quente.
Estas últimas divisões dão para o caldário, de forma clássica em cruz, com um espaço quadrado ao centro, dois nichos retangulares nos lados e uma êxedra semicircular ao centro. O conjunto termal de inverno é acessível pelo vestiário que dá para um frigidário com duas salas quadradas e uma única piscina na extremidade. Esta último comporta nichos sobre os três lados destinados provavelmente a estátuas. Um conjunto de salas formam paralelas ao frigidário compõem o tepidário, a que se segue o caldário cruciforme com um espaço retangular ao centro e três piscinas, duas delas retangulares, nos lados e uma semicircular, no eixo.
| Fórum, com o Arco de Antonino Pio à direita | Palestra das termas | Termas |

### Edifícios políticos

#### Arco de Antonino
A porta central do arco do triunfo comporta dois pés-direitos perfurados por duas janelas laterais. O conjunto é decorado por quatro colunas que assentam cada uma em seu pedestal. Por baixo das janelas laterais há nichos, destinados provavelmente a esculturas. O arco é encimado por uma arquitraves com três bandas acima do qual um andar superior ostenta uma dedicatória ao imperador romano Antonino Pio e aos seus dois filhos adotivos, datada de 139. O arco dá acesso ao fórum por quatro degraus.

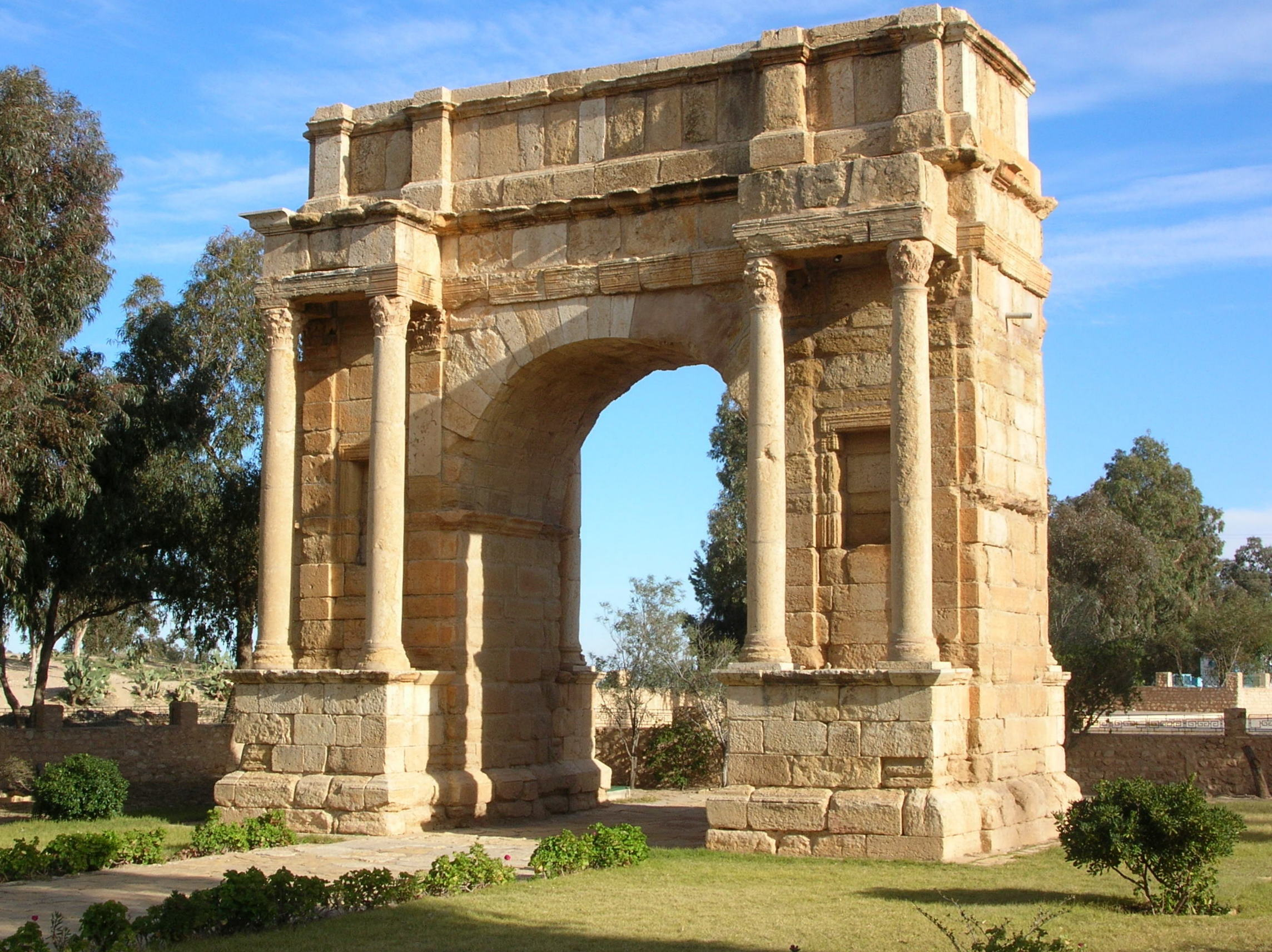
Arco de Diocleciano

#### Arco de Diocleciano
Representa, a par dos três templos, o monumento de Sbeitla mais admirado. Está inscrito dentro de um retângulo de doze por seis metros, aproximadamente, formando uma porta monumental com mais de cinco metros de abertura, enquadrada por duas espessas ombreiras, cada uma com um nicho. Estes são precedidos por um pedestal que suporta duas pilastras assentes em colunas coríntias. O arco tem um aspeto maciço, com uma decoração rústica e encimado por uma inscrição na face externa; ali se lê que foi dedicado aos imperadores da primeira tetrarquia, criada por Diocleciano (r. 284–305).

### Edifícios religiosos

#### Basílica de Belator
A basílica dita de Belator, construída no pátio de um edifício pagão anterior, foi a catedral cristã de Sufétula. Sofreu várias modificações arquiteturais; com 35 metros de comprimento por 15 de largura, o acesso é feito por duas portas laterais. O edifício é composto por três naves separadas por duas filas de oito pares de colunas, das quais só se conservam as bases. Nas duas extremidades da nave central, a basílica tem duas absides; uma delas era originalmente uma porta de entrada. Devido ao uso litúrgico, o altar inicialmente situado no meio da nave central foi deslocado para um dos lados de uma das absides, enquanto na outra abside existiam sepulturas. Com os seus anexos e a capela de Jucundo (bispo ariano do período vândalo), a basílica de Belator faz parte de um grupo episcopal que servia de centro religioso à comunidade cristã.

#### Capela de Jucundo
Era primitivamente o batistério de uma basílica de forma retangular, com portas em três dos seus lados e uma absidíola no quarto lado. A pia batismal tem uma forma muito peculiar, com duas escadarias que a prolongam e lhe dão uma forma ovoide. Depois da construção de outra instalação, o batistério tornou-se inútil e foi transformado em capela, muito provavelmente dedicado ao bispo Jucundo, líder do clero cristão no século V, cujos restos mortais estão enterrados na capela.

#### Basílica de Vital

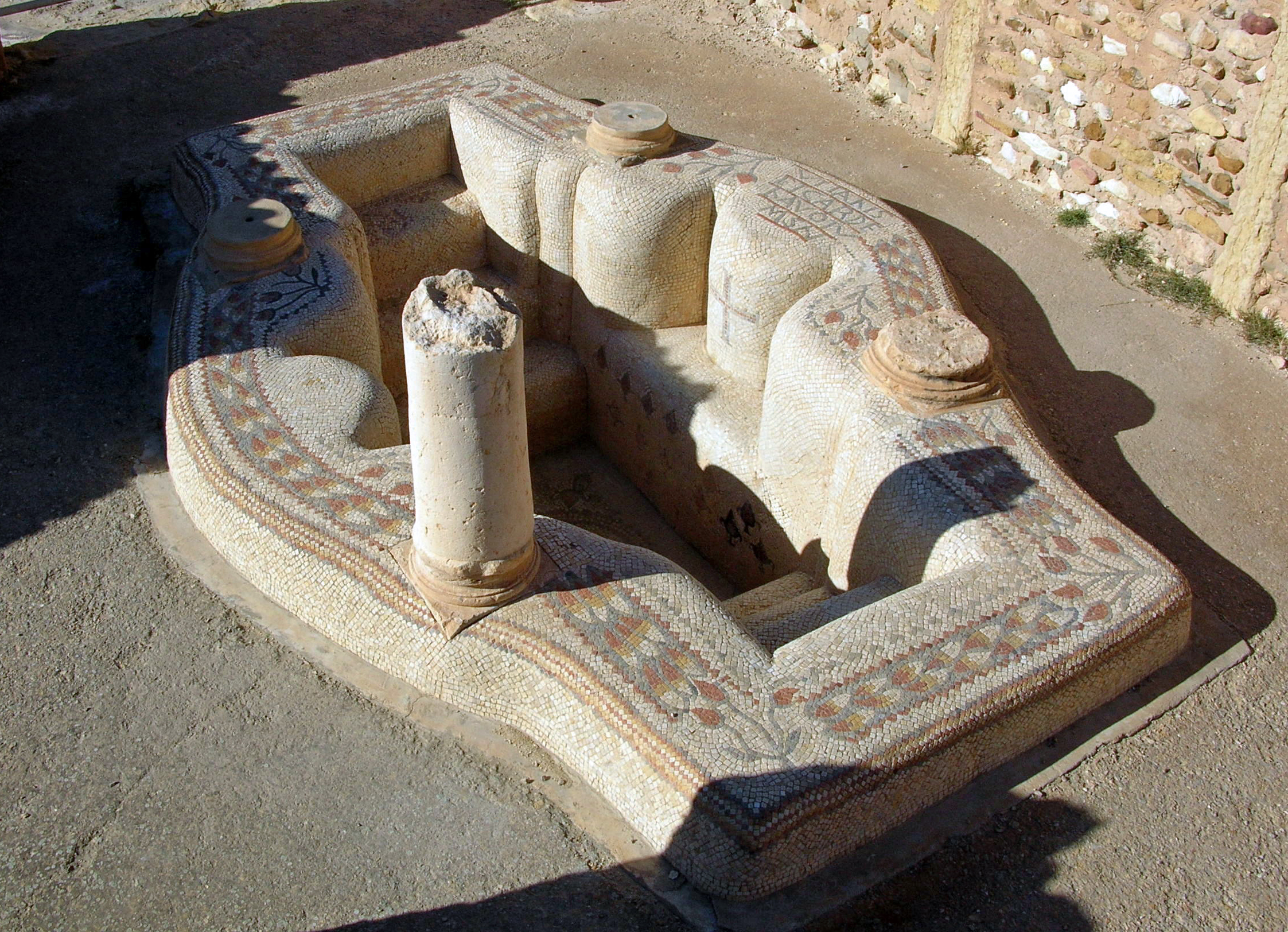
Batistério da basílica de Vital

A basílica dita de Vital, construída devido à necessidade de um espaço maior para a comunidade cristão, forma com a basílica de Belator uma "igreja dupla", um tipo de construção do qual se encontram outros exemplos em África e na Europa Ocidental. Medindo cerca de 50 por 25 metros, é acessível por quatro portas laterais e tem cinco naves com onze tramos separados por colunas duplas reconhecíveis pelas suas bases. A nave central é dotada de seis absides nas duas extremidades, uma delas, acessível por uma pequena escadaria circular, com um altar no centro. A segunda abside, acessível por uma escadaria larga servia de presbitério, acolhendo um banco para os padres. Esta abside dá para duas divisões laterais que conduzem ao batistério atrás da abside.
O batistério, cuja arquitetura e a forma de tina são semelhantes à da capela de Jucundus, é ricamente decorado com uma cruz ao fundo e nos lados, florões nas paredes verticais, uma grinalda de loureiro no rebordo e uma inscrição lembrando que a pia foi oferecida na sequência de um voto por Vital e Cardela.

#### Basílica de São Silvano e São Fortunato

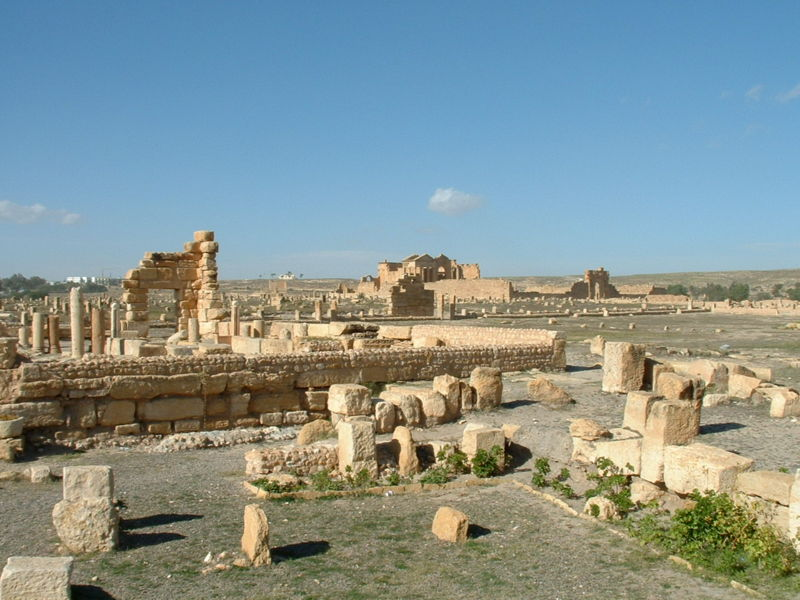
Igrejas dos mártires São Silvano e São Fortunato

É dedicada aos mártires Silvano de Gaza e Fortunato (de Hadrumeto?) e encontra-se 600 metros a sudoeste dos templos. Mede 25 por 20 metros e as suas paredes são compostas na base por pedras de alvenaria, várias delas com epitáfios, retirados da necrópole na qual a basílica foi construída. É acessível por escadarias que dão para um interior composto por cinco naves, separadas por colunas e pilares, com seis tramos, em que a quarta é mais profunda e rodeada por quatro grupos de quatro bases em mármore. O chão é pavimentado por dois níveis de mosaicos com inscrições funerárias. No piso da nave central há um ex-voto dedicado aos mártires Silvano e Fortunato que dá à igreja um papel de martírio e de local de peregrinação. A abside semicircular comporta um banco coletivo para os padres chamado síntrono (synthronos). À esquerda da abside, uma divisão retangular alberga várias sepulturas com epitáfios que remontam à época de Justiniano (século VI).

#### Outras igrejas e capelas

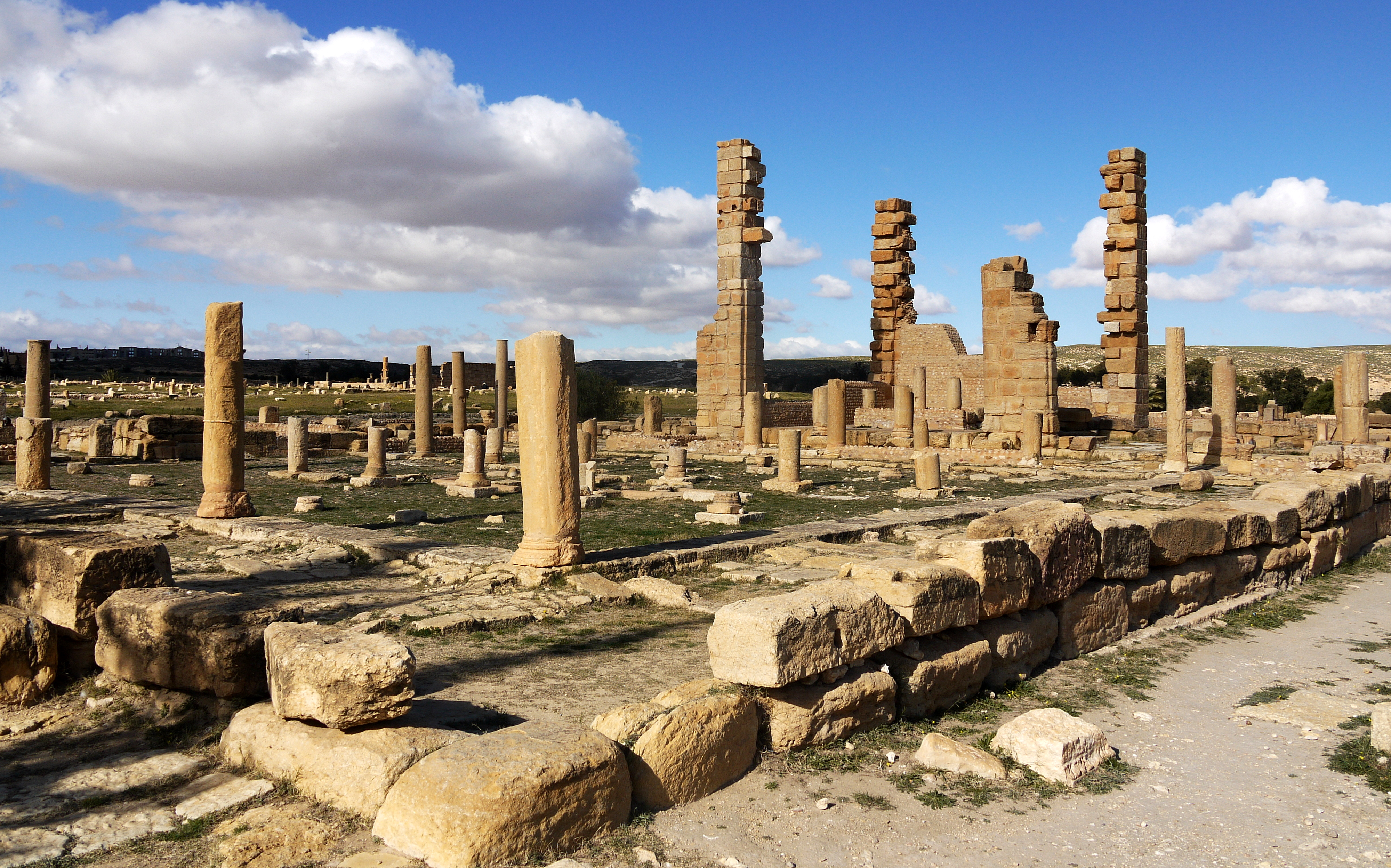
Ruínas da Igreja de São Servo

A igreja de Servo foi construída no pátio de um antigo templo pagão, do qual apenas restam as bases de uma parede e uma cela quadrada com oito metros de lado. A igreja comporta cinco naves, com uma abside ao fundo, reconhecível apenas pelas suas fundações, na qual são visíveis quatro sarcófagos, um deles o do presbítero Servis, identificável pelo epitáfio. O batistério da igreja encontra-se no meio da cela do templo.
A igreja dedicada aos santos Gervásio, Protásio e Trifão, segundo as inscrições encontradas no altar, é composta por três naves e é acessível por três portas na fachada, das quais apenas se encontra restaurada. A abside, inicialmente semicircular e depois retangular, é precedida por um corredor destinado a acolher o coro e o altar.
A capela do bispo Honorius, situada a cerca de três quilómetros do sítio arqueológico, pode ter feito parte de uma antiga aldeia ou de uma quinta. Tem três naves com quatro tramos separados por colunatas duplas. A importância desta capela reside nos seus mosaicos, dois deles expostos no Museu do Bardo. Um decorava o túmulo do bispo Honorius, o outro foi encontrado debaixo do altar e representa uma cruz com joias envolta por folhagem.

### Outros monumentos
- Ponte-aqueduto
- Teatro
- Templo anónimo
- Edifício das Estações
- Arco setentrional
- Anfiteatro
- Fontes
- Fortins
- Lagares de azeite